# Sandra Hüller
Sandra Hüller (Suhl, 1978) is een Duitse actrice.

## Levensloop
Hüller studeerde theater van 1996 tot 2000 aan de Hochschule für Schauspielkunst 'Ernst Busch' in Berlijn. Ze speelde van 1999 tot 2001 in het Jena Theater in Thüringen en een jaar bij Schauspiel Leipzig. Het was Oliver Held die haar aanried om bij het Theater Basel in Zwitserland te gaan. Daar speelde ze tot 2006.
Hüller brak door met haar rol als Michaela Klingler in de film Requiem van Hans-Christian Schmid. Hüller werd in 2010, 2013, 2019 en 2020 door enkele tientallen door het blad Theater heute gevraagde theatercritici gekozen tot Schauspielerin des Jahres. In 2020 ontving ze de Theaterpreis Berlin. In 2023 werd ze voor de 36e Europese Filmprijzen twee maal genomineerd voor beste actrice, voor haar rollen in The Zone of Interest en Anatomie d'une chute. Voor deze laatste film won ze ook de prijs.

## Filmografie
| Jaar | Titel                                               | Rol                        |
| ---- | --------------------------------------------------- | -------------------------- |
| 1999 | Midsommar Stories                                   | Beatrice                   |
| 2003 | Kleine Schwester                                    |                            |
| 2003 | Nicht auf den Mund                                  |                            |
| 2004 | Kühe lächeln mit den Augen                          | Julia                      |
| 2006 | Requiem                                             | Michaela Klingler          |
| 2007 | Madonnen                                            | Rita                       |
| 2008 | Where in This World                                 |                            |
| 2008 | Anonyma - Eine Frau in Berlin                       | Steffi                     |
| 2008 | Der Architekt                                       | Reh Winter                 |
| 2009 | Roentgen                                            | Charlotte                  |
| 2009 | Fliegen                                             | Sarah                      |
| 2009 | Deutschland 09 - 13 kurze Filme zur Lage der Nation | Ulrike Meinhof             |
| 2009 | Fräulein Stinnes fährt um die Welt                  | Fräulein Clärenore Stinnes |
| 2010 | Henri 4                                             | Catherine                  |
| 2010 | Aghet - Ein Völkermord                              | Tacy Atkinson              |
| 2010 | Brownian Movement                                   | Charlotte                  |
| 2011 | Über uns das All                                    | Martha Sabel               |
| 2011 | Der Kriminalist - Sucht                             | Conny Lojewski             |
| 2012 | Fluss                                               | Moeder                     |
| 2012 | Strings                                             | Moeder                     |
| 2013 | Finsterworld                                        | Franziska Feldenhoven      |
| 2013 | Pinocchio                                           | Fox                        |
| 2014 | Vergiss mein Ich                                    | Frauke                     |
| 2014 | Amour fou                                           |                            |
| 2014 | Polizeiruf 110 - Morgengrauen                       | Karen Wagner               |
| 2016 | Toni Erdmann                                        | Ines                       |
| 2016 | Der Tatortreiniger - Özgür                          |                            |
| 2017 | Don't                                               |                            |
| 2017 | Fack ju Göthe 3                                     |                            |
| 2018 | In den Gängen                                       | Marion                     |
| 2018 | 25 km/h                                             |                            |
| 2019 | Sibyl - Therapie zwecklos                           |                            |
| 2019 | Proxima - Die Astronautin                           |                            |
| 2020 | Exil                                                |                            |
| 2020 | Schlaf                                              |                            |
| 2020 | Hamlet                                              |                            |
| 2021 | Ich bin dein Mensch                                 | Werknemer                  |
| 2021 | Munich: The Edge of War                             |                            |
| 2021 | Das schwarze Quadrat                                |                            |
| 2023 | The Zone of Interest                                | Hedwig Höß                 |
| 2023 | Anatomie d'une chute                                | Sandra                     |
| 2023 | Sisi & Ich                                          | Irma Sztáray               |
| 2024 | Zeit Verbrechen - Love by Proxy                     |                            |

## Prijzen en nominaties
De belangrijkste:
| Jaar | Prijs                    | Categorie     | Film                 | Uitslag     |
| ---- | ------------------------ | ------------- | -------------------- | ----------- |
| 2023 | 36e Europese Filmprijzen | Beste actrice | Anatomie d'une chute | Gewonnen    |
| 2023 | 36e Europese Filmprijzen | Beste actrice | The Zone of Interest | Genomineerd |